# Borys Paton
Pour les articles homonymes, voir Paton.
Borys Yevhenovytch Paton (en ukrainien : Борис Євгенович Патон) ou Boris Paton (en russe : Борис Евгеньевич Патон), né le 27 novembre 1918 à Kiev (République populaire ukrainienne) et mort le 19 août 2020 dans la même ville, est un scientifique soviétique puis ukrainien dans le domaine de la métallurgie, des technologies liées aux métaux, et plus particulièrement dans le domaine du soudage. 

## Biographie
Borys Paton est le fils du scientifique Evgueni Paton, spécialiste dans le domaine du soudage et de la construction de ponts métalliques.
Il est le président de l'Académie nationale des sciences d'Ukraine depuis 1962.
Le 26 novembre 1998, il devient le premier récipiendaire du titre de héros de l'Ukraine.